# Citre brez prečk
Fretless citre so citre, ki nimajo ubiralke s prečkami (kakor standardne citre, ki spominjajo na kitaro). Imajo samo strune, napete na leseno ohišje in uglašene po različnih metodah in ključih.